# 릴리 크라우시

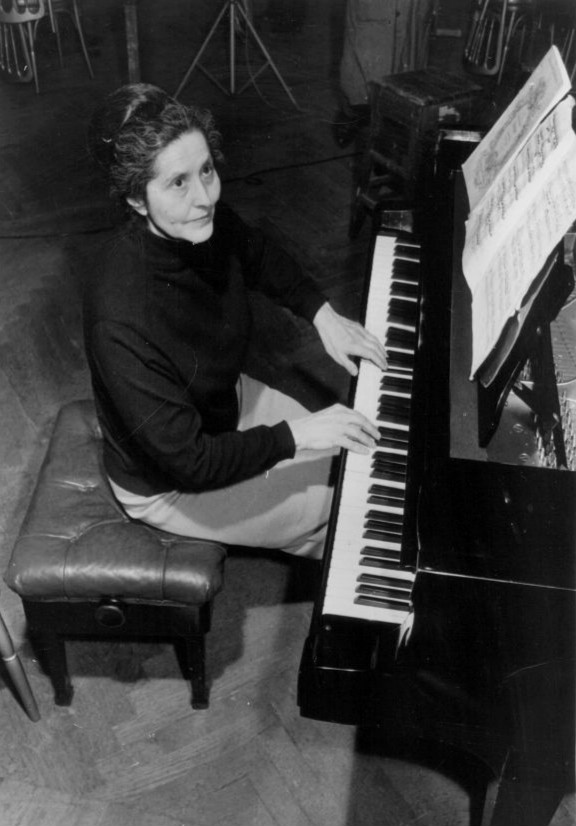

릴리 크라우시(Lili Kraus, 1908년 4월 6일~ 1986년 11월 3일)는 헝가리 출신의 피아니스트이며 국적은 영국이다.

## 생애
릴리 크라우시는 부다페스트에서 태어났다. 8세 때 부다페스트 왕립음악원에 입학, 코다이, 바르토크에게 가르침을 받았으며, 최우수 성적으로 졸업했다. 빈에서는 슈나벨에게서 가르침을 받고, 20세라는 이른 나이에 빈 음악원 교수가 되었다.

## 주요 활동
제2차 세계대전 전에는 시몬 골드베르크와 함께 일본 등지를 방문하고 바이올린 소나타를 많이 협연했으나, 2차 세계대전 후에는 극동 각국을 순회하며 독주자로서 활약하였다. 모차르트의 <피아노 협주곡 가장조>, <동내림 나장조> 등 모차르트와 슈베르트의 작품 연주곡이 많다.